# Reprezentacja Luksemburga w koszykówce kobiet
Reprezentacja Luksemburga w koszykówce kobiet – drużyna, która reprezentuje Luksemburg w koszykówce kobiet. Za jej funkcjonowanie odpowiedzialny jest Luksemburski Związek Koszykówki.